# Сираї
Сираї́ — село в Україні, у Козелецькій селищній громаді Чернігівського району Чернігівської області. Кількість дворів: — 228 (станом на травень 2011 року).

## Географія
Село тягнеться вздовж траси міжнародного значення E95 (Одеса-Санкт-Петербург). Відстань до центру громади становить близько 10 км і проходить автошляхом E95.

### Внутрішня географія
Кутки: Хутір, Село, Шилягівщина.
Урочища: Селище, Дубне, Кружок, Калиновий Кущ, Дудківщина.
Болота: Моховасте, Біле.
Гаї: Дубина, Чемерський Гай.

## Історія

### Заснування та походження назви

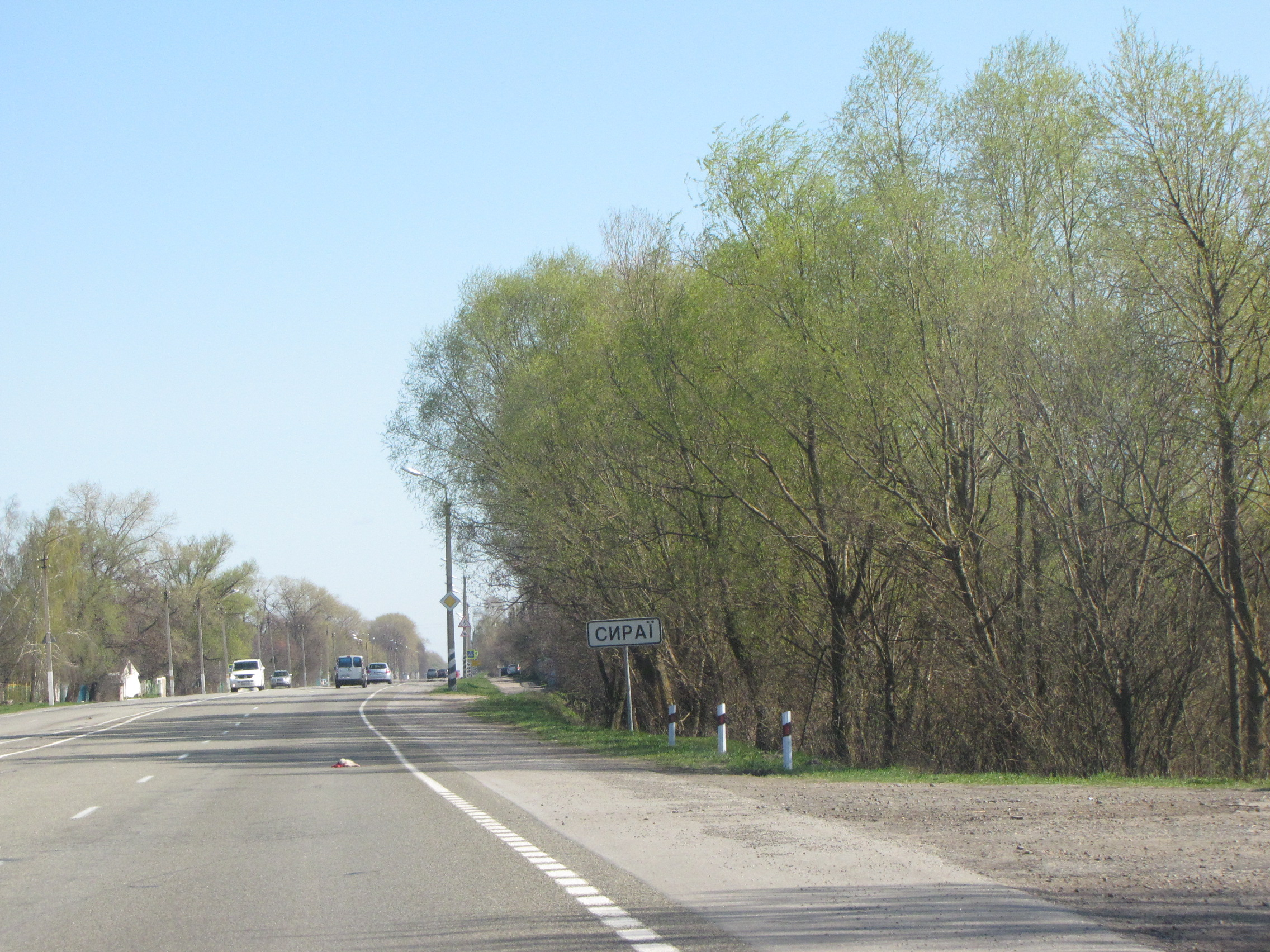
Автошлях Київ - Чернігів через Сираї

Топонім "земля Сараєвська" в околиці Остра згаданий 11 квітня 1514 р. у наданні уряду Великого князівства Литовського татарському царевичу Азубек-солтану (напевно це Узбек-Гірей, онук кримського хана Хаджи-Гірея і племінник тогочасного хана Менглі-Гірея, у 1524-1526 він буде кримським калгою-султаном). Причому, місцеве населення окреслене як "конюхи" (див. Литовська Метрика, кн.9).
Старий тракт шляхового сполучення між Києвом та Черніговом пролягав через село Сираї територією теперішнього газопроводу. Обабіч дороги стояла корчма. За народною версією, одним із проїжджих виявився генерал-удівець — козак Сирай[джерело?]. Нібито вподобавши тут молоду дівчину, захотів із нею одружитися. Мати дівчини, погоджуючись віддати доньку заміж, поставила нареченому умову: на честь такої події — збудувати тут церкву. Після того, як церква була збудована, генерал обвінчався 1793 року. Офіційна дата заснування — перша половина XVIII століття (1748 р.), на території Київського полку Гетьманщини.
Однак задовго перед тим у польській люстрації Остерського староства (1636) серед 70 військовозобов'язаних бояр були згадані Fedor Syraj, а також Jacko Syraiynko та Sawa Syraiynko. Саме поселення під назвою Сыраев хутор (як і багато навколишніх поселень) було згадане в переписній книзі Малоросійського приказу (1666). Також наведено відомості про мешканців хутора:
|  | Лукашенки у них: 2 вола. Словеев грунтъ, подсосѣд Алексейко Момчин на грунте. |

Довгий час церква (територія нинішнього Карпоківського кладовища) залишалася приходом жителів сіл — Сираї, Карпоки, Єрків. Пізніше, 1907, на прохання єрківців церкву було перенесено на територію села Сираї (нині на цьому місці розташований сираївський кафетерій).

### Стан у ХІХ— на початку ХХ століття
За даними на 1859 рік у козацькому, казенному й власницькому селі Остерського повіту Чернігівської губернії мешкало 551 особа (243 чоловічої статі та 308 — жіночої), налічувалось 75 дворових господарств, існувала православна церква.
Станом на 1886 у колишньому державному й власницькому селі Остерської волості мешкало 433 особи, налічувалось 103 дворових господарства, існували православна церква, 2 постоялих будинки, 5 вітряних млинів.
За переписом 1897 року кількість мешканців зросла до 708 осіб (335 чоловічої статі та 373 — жіночої), з яких 700 — православної віри.
Під час революції 1905—1907 років у селі відбувся виступ селян проти поміщиків.
1913 року в селі відкрилася перша чотирирічна парафіяльна школа.

### Доба УНР та комуністична присутність

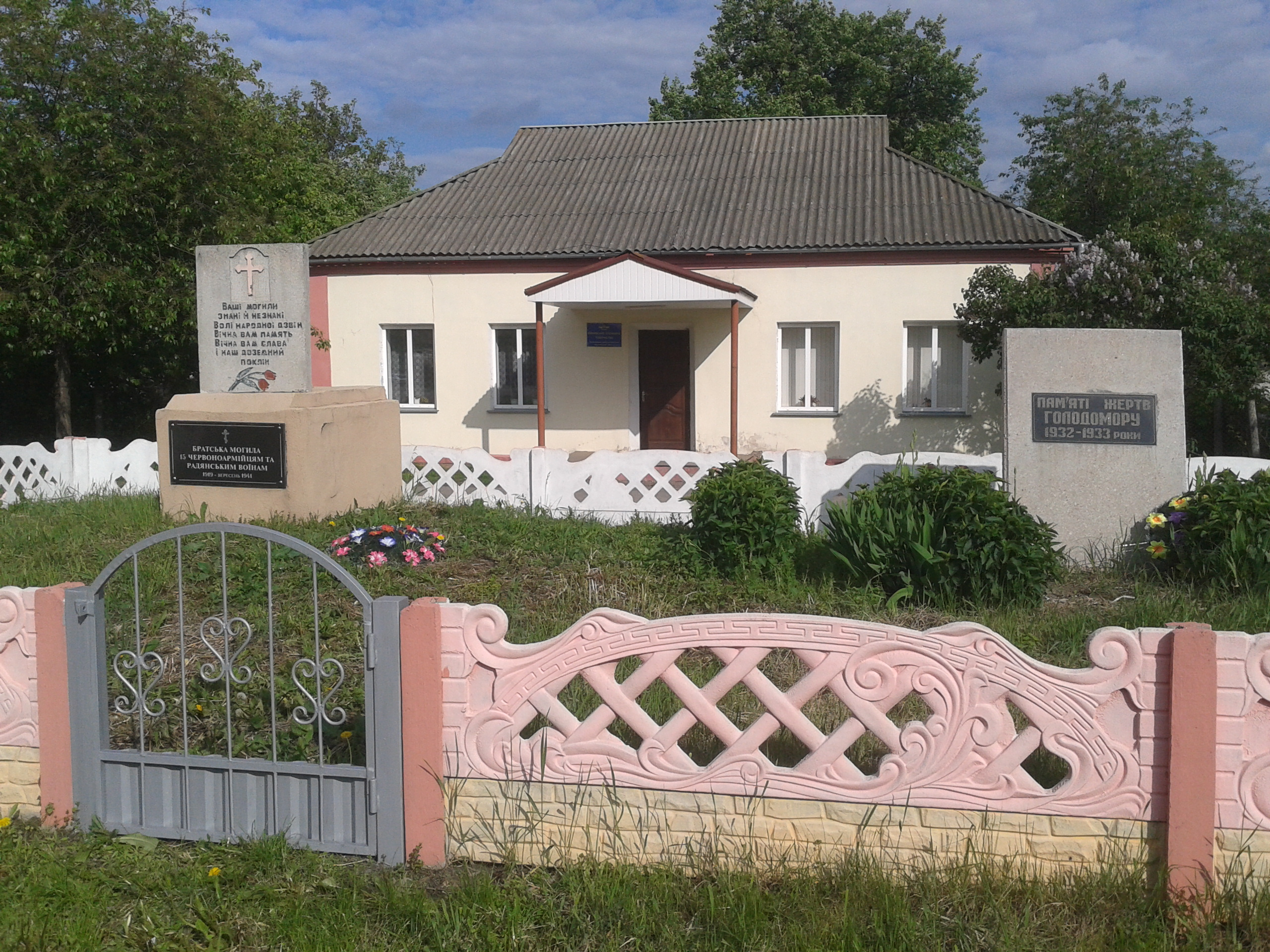
Братська могила 15 червоноармійців, які загинули в боях з денікінцями в 1919 р. і радянських воїнів, які загинули при обороні села у вересні 1941 р.

З 1917 — у складі УНР. У 1918 під владою Гетьмана Павла Скоропадського. Стабільний комуністичний режим — з 1921.
1918 під час грози церква спалахнула і згоріла вщент. З того часу і до 2003 року церкви в селі не було.
1929 почався систематичний терор проти незалежних господарників. 1930 селян загнали в перший колгосп «Червоне селище». Одним із перших його активістів був Красник Петро, а головою — Орішко Яків. 1932 організували голодомор. Голодом убили переважно старих та дітей. 2008 на честь замучених комуністами селян у селі споруджено обеліск.
Під час Другої світової війни, відступаючи, німецькі війська знищили забудову села (за спогадами поселенців лишилося лише дві хатинки — одна на хуторі і ще одна на території нинішнього ветеринарного пункту).
На фронтах Німецько-радянської війни у радянських військах перебували 245 жителів села, 120 загинуло. 1946 комуністи знову почали голодний терор, вимагаючи з селян непомірні продовольчі податки.
1957 році відкрито пам'ятник солдатам, що загинули у селі.

## Сучасний стан

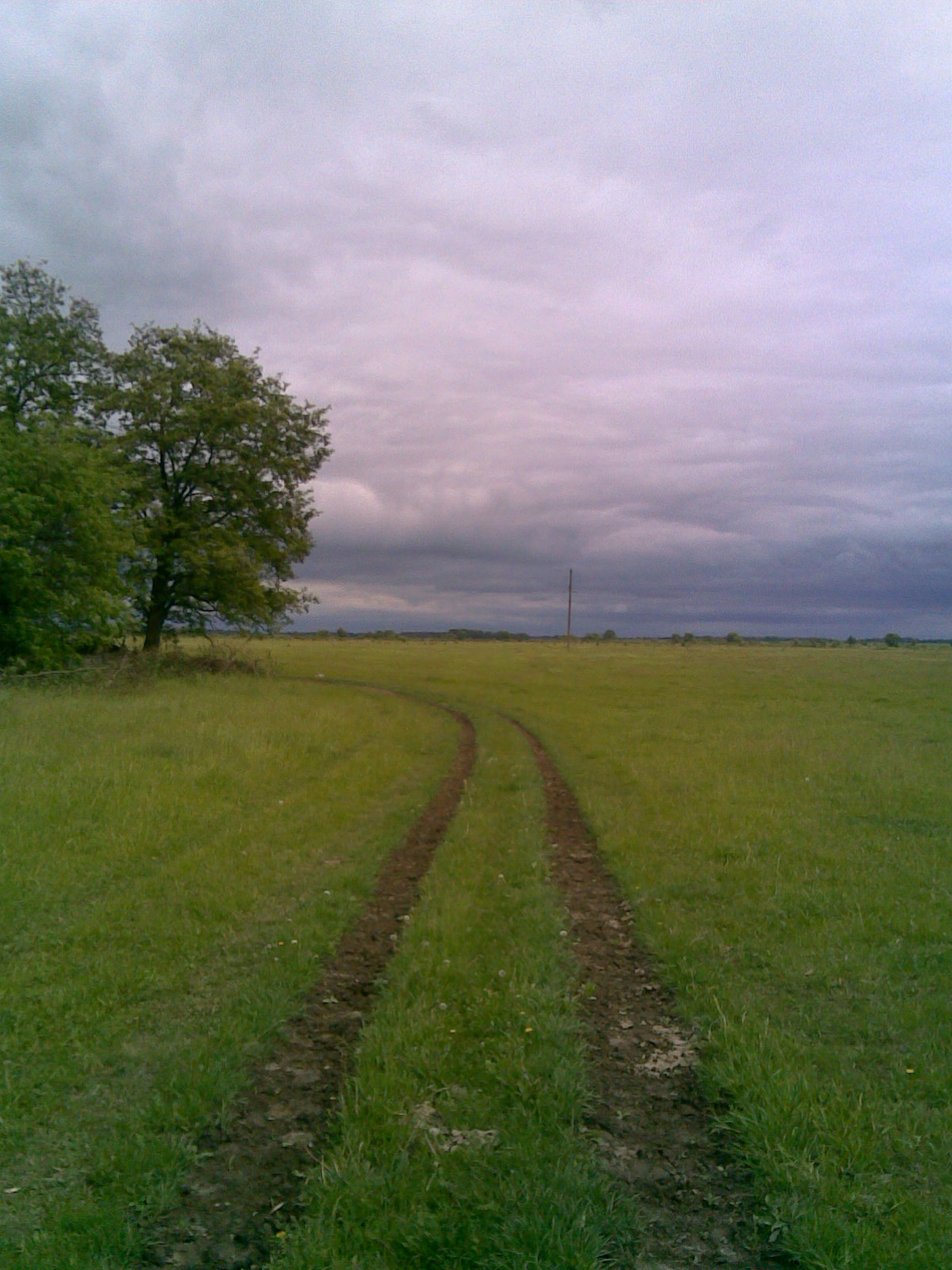
Дорога по полю за селом, східна околиця, травень 2008

Довгий час в Сираях була розташована центральна садиба колгоспу ім. Комінтерну (тепер ПОСП «Сираї»). Колгосп був одним із передових у районі. 181 житель села удостоєний урядових нагород.
Збудовано новий будинок культури на 250 місць. У ньому розташована бібліотека, де до послуг населення є 9,5 тис. примірників літератури. Збудована середня загальноосвітня школа, ФАП, відділення зв'язку, АТС, магазини, кафетерій. На території села працюють приватні заклади: «Старий дім» і «Таверна», набирає обертів нещодавно створена меблева фабрика.
24 листопада 2003 року в селі Сираї відбулося освячення новозбудованої Свято-Троїцької церкви МП. 2 червня 2002 року на цьому місці був закладений тільки фундамент культової споруди. Приблизно в 2014 році церкву перефарбували із жовтої вона перетворилася на зелену.
На території села три кладовища: Мале, Велике та Хутірське.
У 2012 році засновано футбольну команду ФК «Сираї».
12 червня 2020 року, відповідно до розпорядження Кабінету Міністрів України № 730-р «Про визначення адміністративних центрів та затвердження територій територіальних громад Чернігівської області», увійшло до складу Козелецької селищної громади.
19 липня 2020 року, в результаті адміністративно - територіальної реформи та ліквідації Козелецького району, село увійшло до складу Чернігівського району Чернігівської області.

## Населення

### Мова
Розподіл населення за рідною мовою за даними перепису 2001 року:
| Мова       | Кількість | Відсоток |
| ---------- | --------- | -------- |
| українська | 477       | 99.38%   |
| російська  | 2         | 0.42%    |
| білоруська | 1         | 0.20%    |
| Усього     | 480       | 100%     |

## Галерея

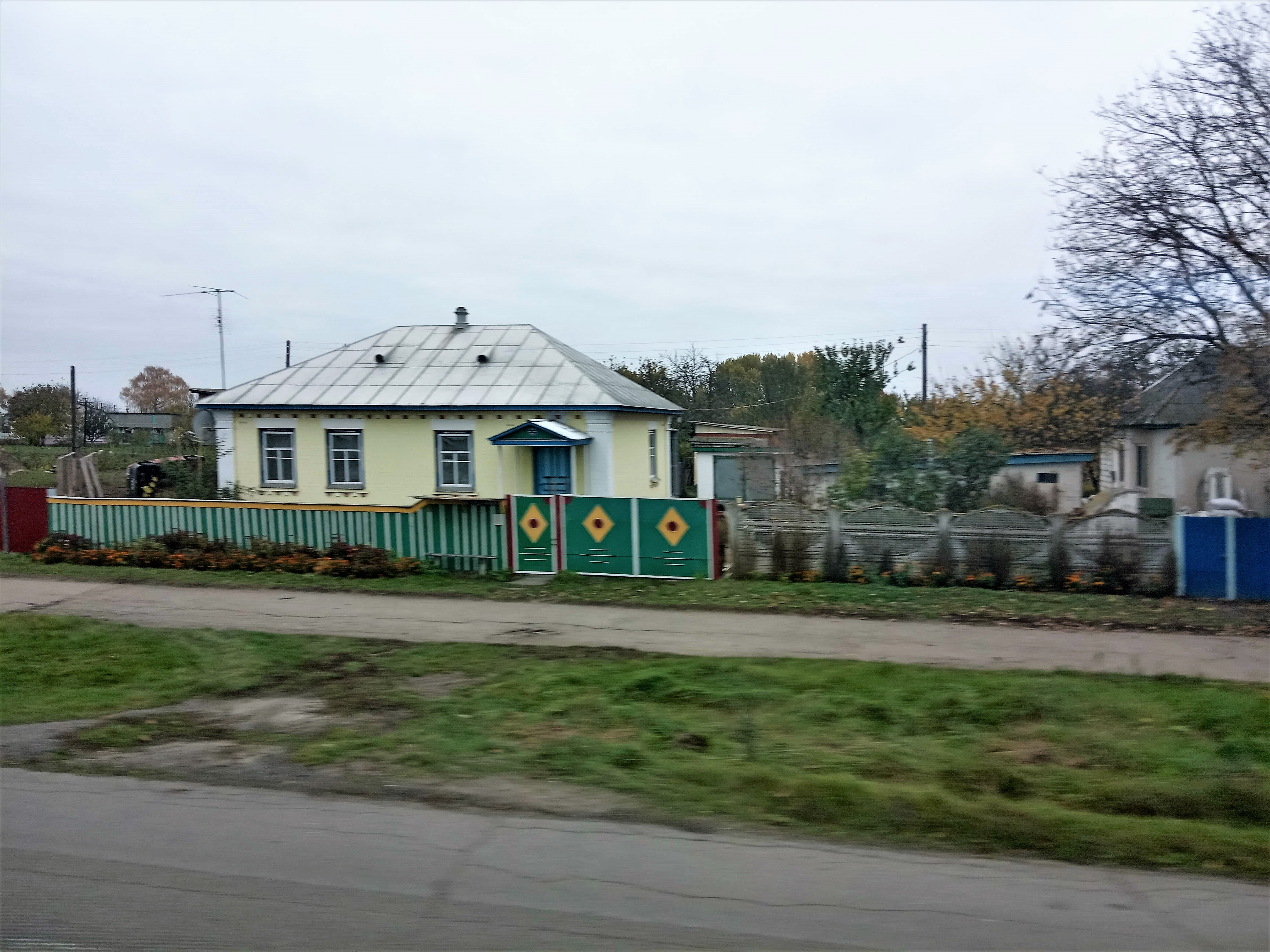
Хата в селі, 9 листопада 2020
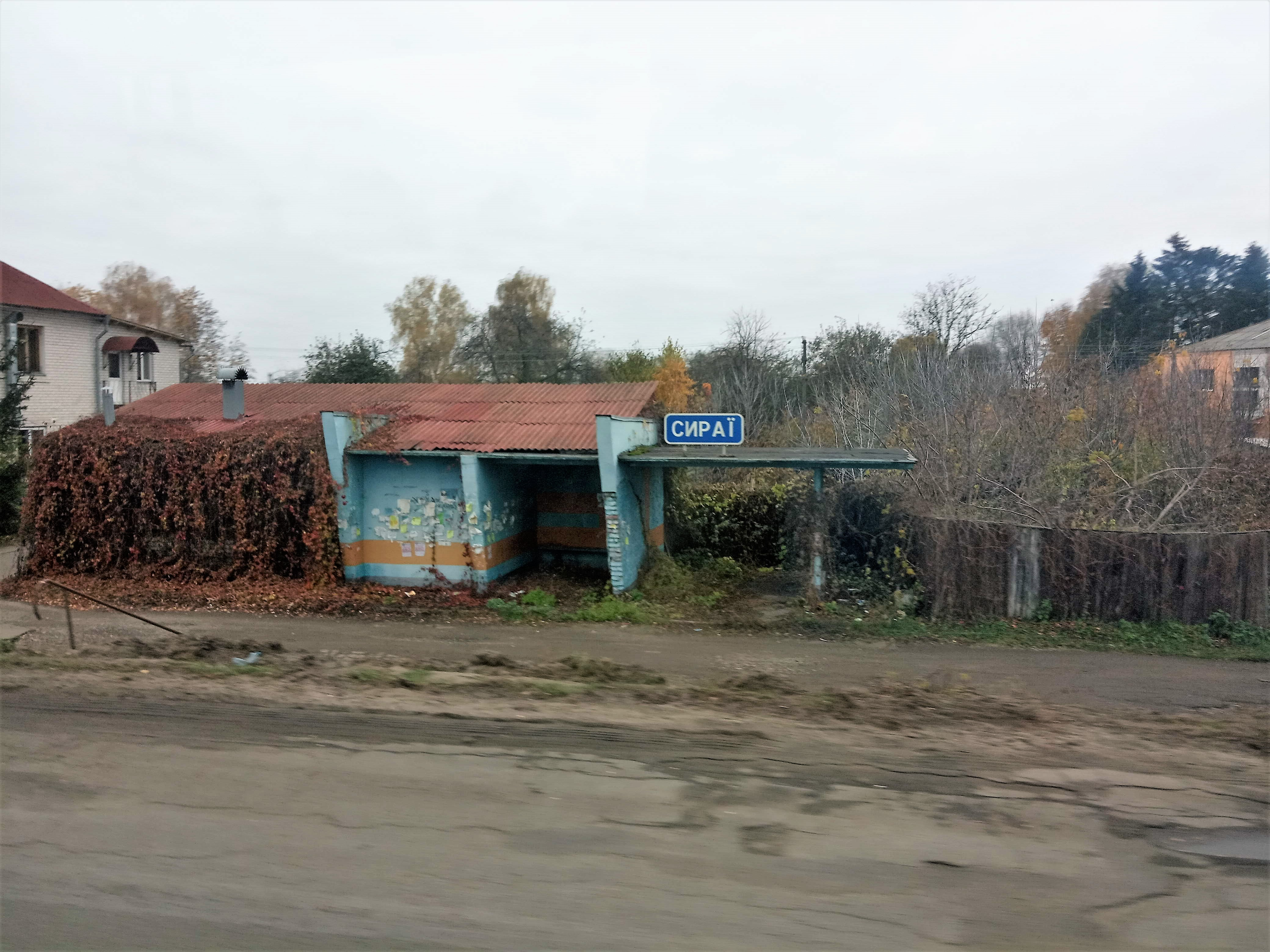
Автобусна зупинка
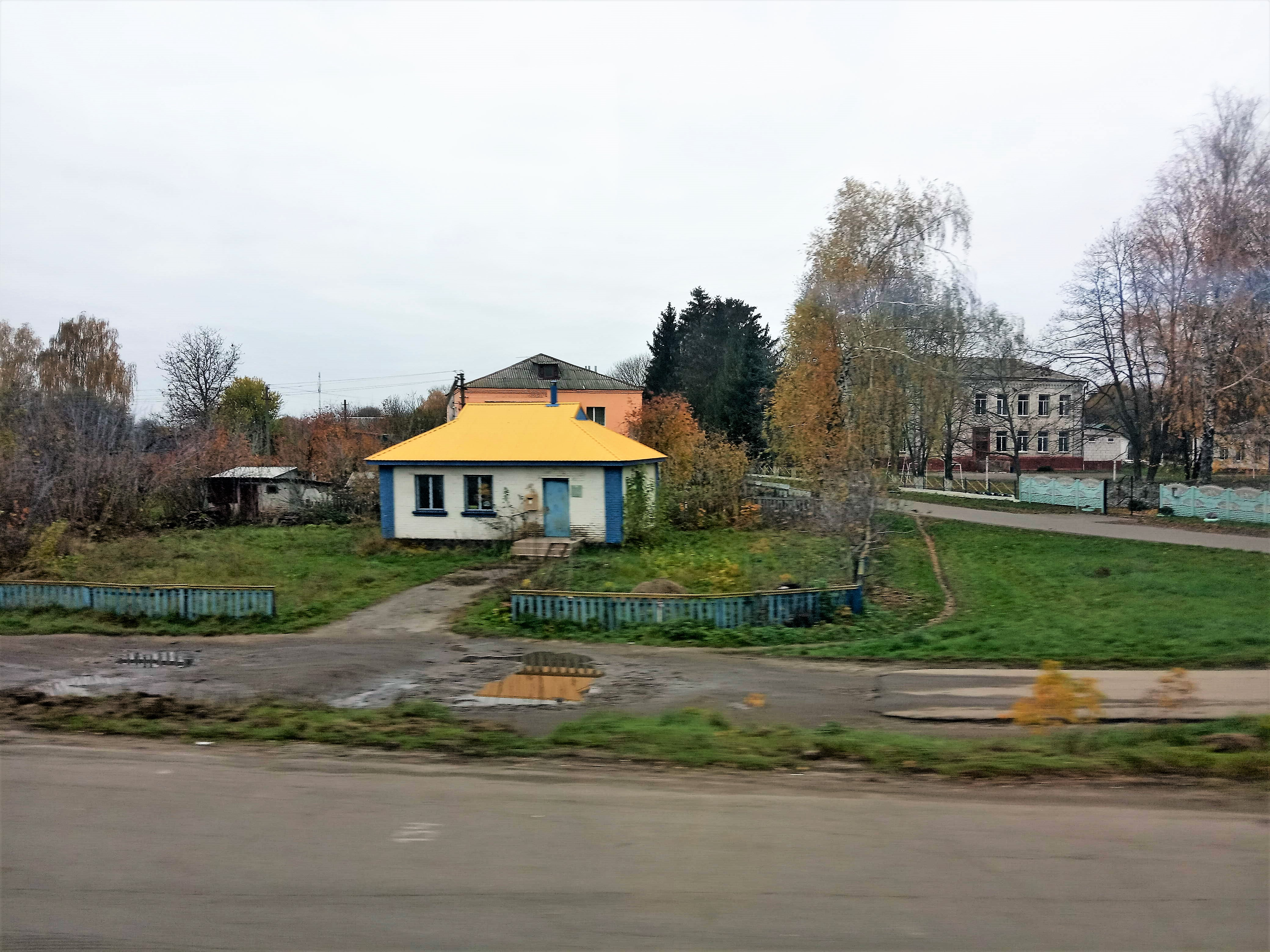
Пошта
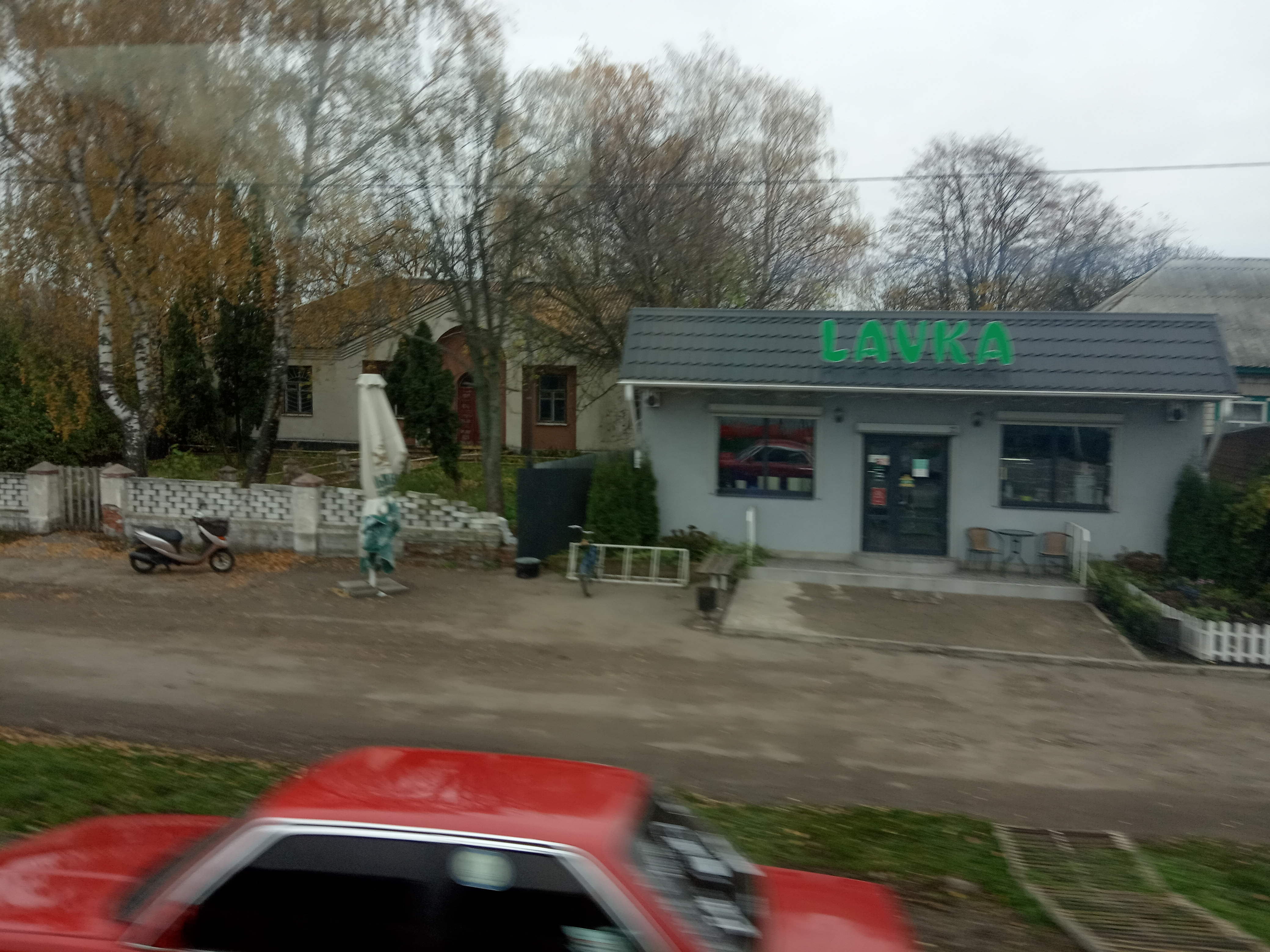
Магазин
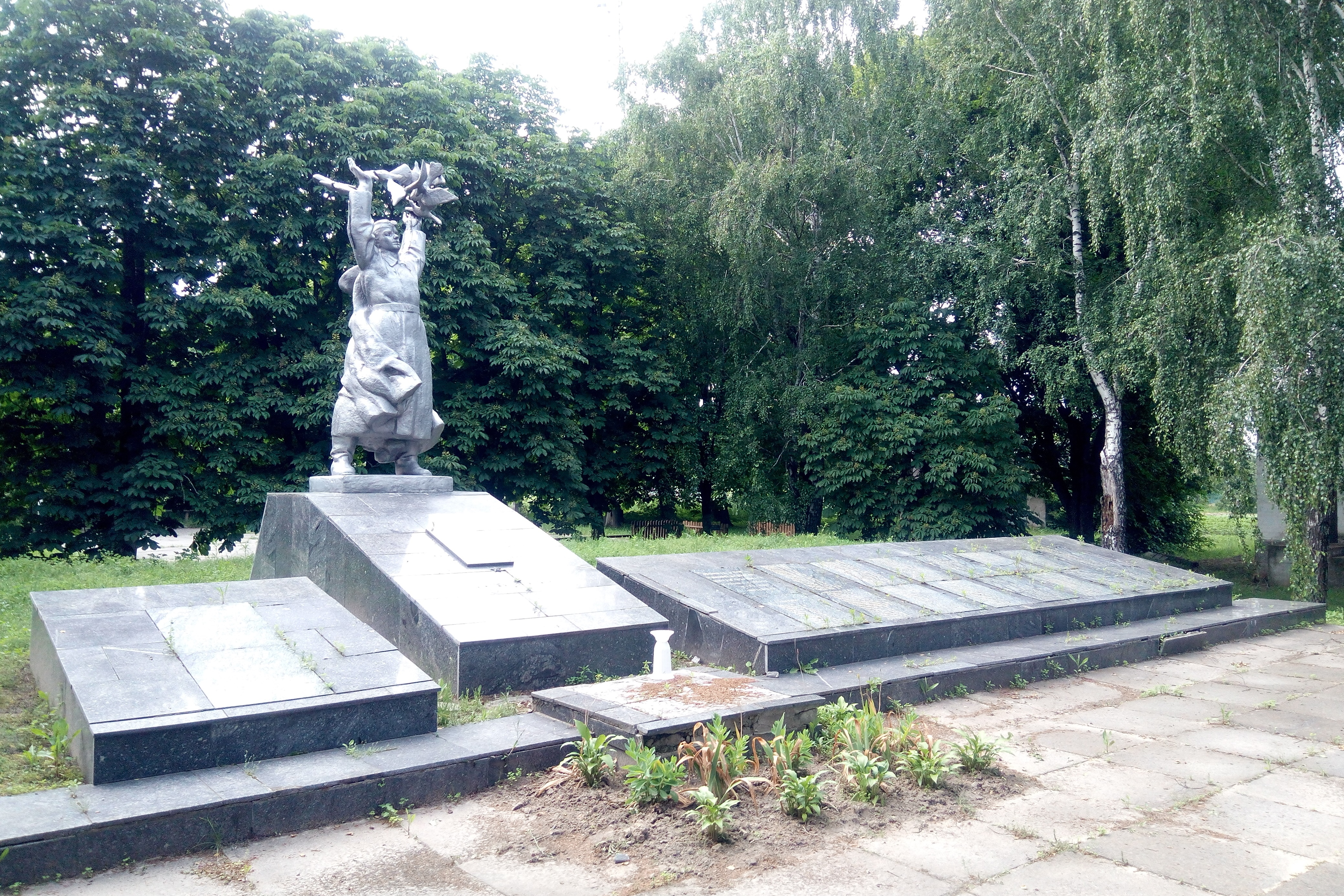
Монумент Героям Другої світової війни
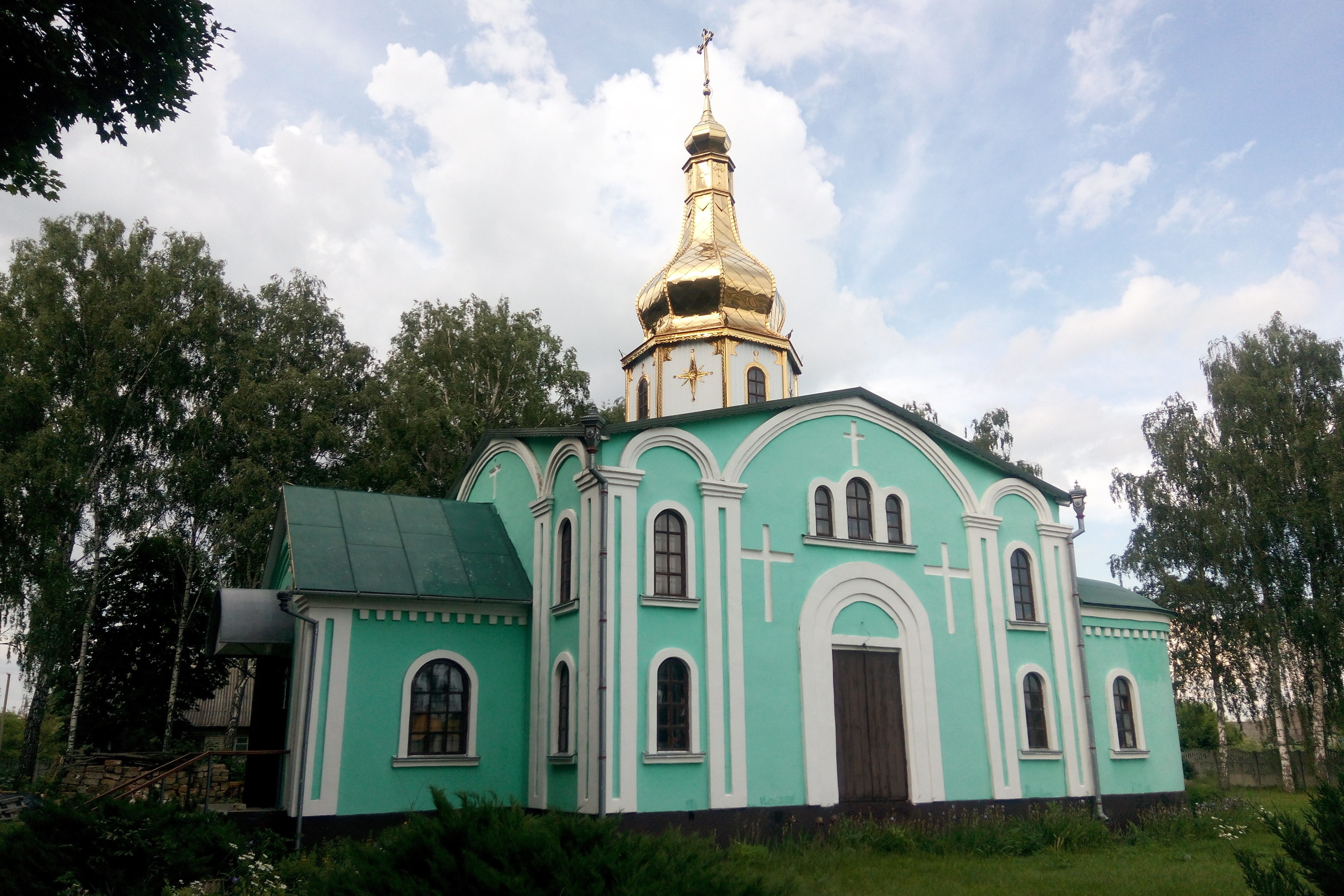
Свято-Троїцька церква
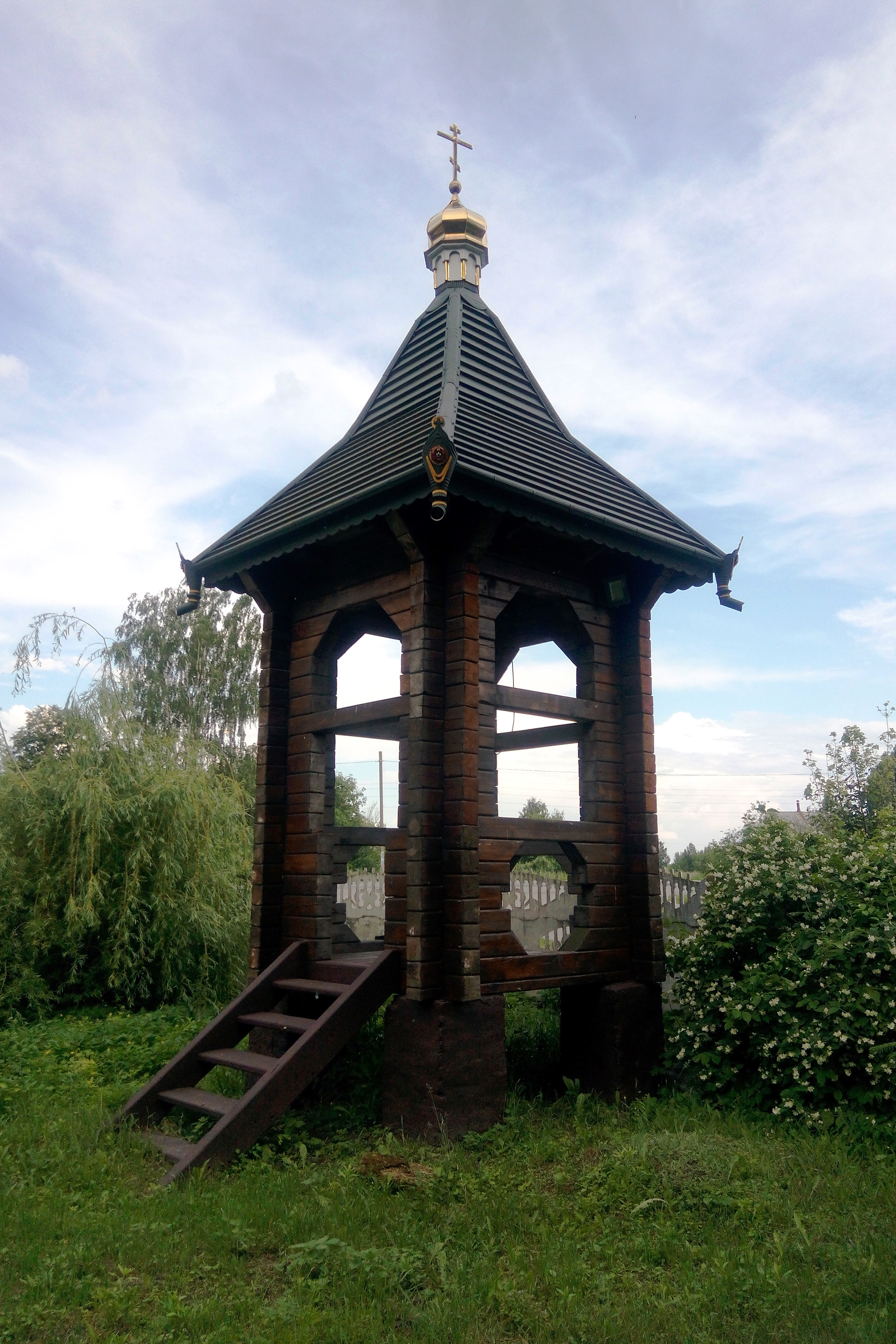
Дерев'яна церковна дзвіниця